# Человек без чести
«Человек без чести» (англ. A Man Without Honor) — седьмой эпизод второго сезона фэнтезийного сериала канала HBO «Игра престолов». Эпизод был написан создателями сериала Дэвид Бениофф и Д. Б. Уайсс, и второй раз в этом сезоне режиссёром стал Дэвид Наттер. Премьера состоялась 13 мая 2012 года.
Название эпизода пришло из оценки Кейтилин Старк сира Джейме Ланнистера: «Вы человек без чести», после того как он убил члена своей семьи, чтобы совершить побег.

## Сюжет

### В Королевской Гавани
Санса (Софи Тёрнер) благодарит «Пса» Сандора Клигана (Рори Макканн) за её спасение во время беспорядков, но он холодно отвечает на это. Позже Санса просыпается от ночного кошмара и обнаруживает, что у неё текла кровь, и теперь она может выйти замуж за Джоффри и носить его детей. Когда Шая (Сибель Кекилли) обнаруживает, что Санса пытается вырезать кровь с простыни, она пытается помочь ей, но их обнаруживает служанка королевы, которая мчится рассказать об увиденном своей госпоже. Шая хватает служанку и угрожает убить её, если она расскажет об этом кому-нибудь, но по возвращении Шая обнаруживает, что Сандор тоже видел простыню. Серсея (Лена Хеди) встречается с Сансой, чтобы обсудить её долг перед Джоффри, советуя сосредоточить любовь не на Джоффри (любить которого невозможно), а на своих детях. Тирион (Питер Динклэйдж) говорит Серсее, что через пару дней прибудет флот Станниса и план короля отразить нападение может не сработать. Королева предполагает, что Джейме является отцом её детей и делится с Тирионом своим предположением, что происходящие события и жестокость Джоффри — её расплата за грехи.

### За Стеной
Джон Сноу (Кит Харингтон) продолжает искать своих товарищей вместе с пленницей Игритт (Роуз Лесли). Когда Игритт делает вывод, что Джон никогда не был с женщиной, и узнав о его обете безбрачия, она ошарашена и пытается убедить его в том, что жизнь с одичалыми, под руководством Манса-Налётчика, была бы лучше. Джон остаётся верным своим клятвам и неоднократно отвергает её предложения. Пересекая мутный проход, Игритт повторно сбегает от Джона, тот преследует, но не может найти её. Наконец, она сама окликает его свистом, и он видит её и окруживших его одичалых.

### В Харренхоле
Лорд Тайвин Ланнистер (Чарльз Дэнс) приказывает «Горе», сиру Григору Клигану (Иэн Уайт), найти убийцу Амори Лорха, полагая, что убийство Лорха на самом деле было покушением на его собственную жизнь. Когда Клиган уходит, Тайвин приглашает Арью (Мэйси Уильямс) поесть с ним. Они обсуждают желание Тайвина оставить наследие, а также прошлые завоевания Вестероса Эйгоном Завоевателем, что привело к разрушению Харренхола. Тайвин удивлён, что Арья знает многое об Эйгоне и его сёстрах-жёнах. Поняв, что Арья из знатного рода, Тайвин говорит ей, что если она хочет скрыть своё благородное происхождение, ей следует делать это должным образом, так как она говорит «милорд» вместо «милод». Она заявляет, что её мать служила дворянке много лет и научила её говорить правильно.

### В Западных Землях
Король Робб (Ричард Мэдден) выслушивает неблагоприятный ответ Алтона Ланнистера (Карл Дэвис) на условия мира, которые он передавал королеве Серсее. Лорд Русе Болтон (Майкл Макэлхаттон) сообщает о переполненности тюрем, Робб приказывает поместить Алтона с сиром Джейме Ланнистером (Николай Костер-Вальдау) до постройки новой клетки. Робб предлагает Талисе (Уна Чаплин) поехать с ним на Скалу к мейстеру, чтобы она смогла попросить недостающие медикаменты, и она соглашается. Во время продолжительной дружеской беседы, Джейме жестоко убивает Алтона, планируя свой побег. Когда тюремщик, Торрхен Карстарк, вбегает к клетку, Джейме душит его и сбегает. Утром его захватывают и приводят обратно в лагерь Старков. Лорд Рикард Карстарк (Джон Стал) требует голову Цареубийцы в отместку за убийство своего сына. Кейтилин (Мишель Фэйрли) с помощью Бриенны (Гвендолин Кристи) уговаривает отложить казнь до возвращения Робба со Скалы. По поводу смерти Алтона Кейтилин называет Джейме «человек без чести» за нарушение своих клятв. Джейме с горечью объясняет, что его обеты рыцаря включали требования защищать невиновных, подчиняться его отцу и служить королю. Но его отец презирал короля, а его король убивал невиновных. Джейме считает, что такие понятия, как честь и верность, в лучшем случае наивны, а в худшем — лицемерны, особенно с тех пор, как его клятвы противоречили друг другу. Джейме также утверждает, что он был только с Серсеей и имеет больше чести, чем Эддард Старк, покойный муж Кейтилин, привёзший из боевого похода своего бастарда Джона Сноу. Он оскорбляет Кейтилин, утверждая, что она испытывает ненависть к Джону, так как он является живым напоминанием супружеской измены Неда. Это выводит Кейтилин из себя, и она просит меч у Бриенны.

### В Кварте
Потеряв своих драконов, Дейенерис (Эмилия Кларк) с трудом верит Ксаро (Нонсо Анози), отрицающему своё участие в этом деянии. Сир Джорах Мормонт (Иэн Глен) возвращается с поисков корабля и клянётся Дейенерис, что он найдёт её драконов. Он разыскивает таинственную Куэйту (Лаура Прадельска), которая много знает о драконах и об отношениях между Джорахом и Дейенерис. Куэйта сообщает Джораху, что хотя у неё нет драконов, но Дейенерис в данный момент находится рядом с тем, у кого они находятся. На собрании Тринадцати, Пиат Прей (Иэн Ханмор) говорит Дейенерис, что её драконы у него в «Доме Бессмертных». Вскоре после этого откровения Ксаро, с помощью Прея, провозглашает себя королём Кварта. Прей, умножив себя по всей комнате, убивает оставшихся членов Тринадцати. Дейенерис сбегает с Мормонтом и Коварро (Стивен Коул).

### В Винтерфелле
Принц Теон (Альфи Аллен) просыпается утром и обнаруживает, что одичалая Оша (Наталия Тена) сбежала из его кровати. Снаружи он обнаруживает, что один из его людей был убит, а Бран (Айзек Хэмпстед-Райт), Рикон (Арт Паркинсон), Ходор (Кристиан Нэрн) и Оша ночью покинули Винтерфелл. Теон ругает своих людей за побег детей, а Чёрный Лоррен (Форбс КБ) вызывающе замечает, что Теон переспал с одичалой, которая сбежала с детьми. Теон жестоко избивает Лоррена и начинает охоту за двумя мальчиками и их товарищами, против воли мейстера Лювина (Дональд Самптер). Прибыв на ферму, Теон не доволен известием о том, что собаки потеряли след, но Дагмер (Ральф Айнесон) обнаруживает скорлупки грецкого ореха во дворе фермы, указывая на то, что Бран и Рикон могли пройти мимо. Теон приказывает Лювину уйти обратно в Винтерфелл, чтобы он мог допросить хозяина фермы. После возвращения из погони Теон созывает людей на площадь и в присутствии Лювина показывает им обугленные останки двух детей.

## Производство

### Сценарий

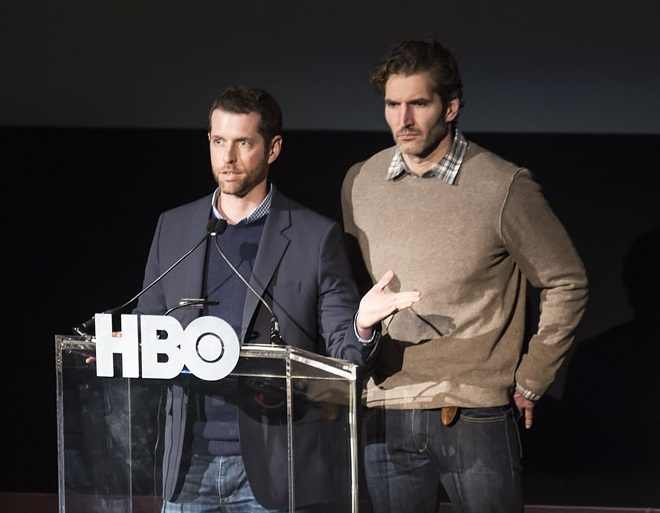
Сценарий к эпизоду написали создатели сериала Дэвид Бениофф и Д. Б. Уайсс.

Сценарий эпизода был написан продюсерами Дэвидом Бениоффом и Д. Б. Уайссом, их четвёртый из шести сценариев второго сезона. Этот эпизод адаптирует содержимое из второго романа, «Битва королей», главы Теон IV, Санса IV и части глав Кейтилин V и Кейтилин VII.

## Реакция

### Реакция критиков
Эпизод получил положительные отзывы от критиков. На сайте Rotten Tomatoes, на основе 12 отзывов, эпизод получил 92 % положительных отзывов, со средним рейтингом 8.8/10. Мэтт Фоулер из IGN дал эпизоду оценку 9 из 10.
Тодд Вандерверфф из The A.V. Club дал эпизоду A-.